# Jon Kabat-Zinn
Jon Kabat-Zinn (Nova Iorque, 5 de Junho de 1944) é professor Emérito de Medicina e director fundador da Clínica de Redução do Stress e do Centro de Atenção Plena em Medicina, na Escola Médica da Universidade de Massachusetts. Kabat-Zinn estudou budismo zen e é membro fundador do Centro Zen de Cambridge. Passou a integrar os seus conhecimentos budistas e prática de ioga na ciência médica ocidental.

## Ligação entre Medicina e Budismo Zen
Jon Kabat-Zinn, um biólogo molecular e especialista ocidental em meditação Zen, ensinando a prática da meditação da mente alerta (mindfulness meditation, que pode também ser designada por atenção plena ou ainda consciência plena). É o fundador e director da Stress Reduction Clinic no Centro Médico da Universidade do Massachusetts, e Professor Associado no Departamento de Medicina Preventiva e Comportamental. Como investigador, o seu trabalho tem incidido principalmente na interacção corpo-mente para a cura, e nas aplicações da meditação para as pessoas com dores crónicas e problemas de stress, e autor do livro: "Full Catastrophe Living – how to cope with stress, pain and illness use mindfulness meditation". Como Jon Kabat-Zinn não apresenta a meditação da mente alerta num contexto religioso, é um método que pode ser aplicado a qualquer pessoa que sofra de stress, independentemente da sua cultura, religião, ou sistema de crenças. É exactamente a simplicidade da técnica da meditação da mente alerta que a torna útil como técnica de redução do stress. O núcleo dos ensinamentos de Jon Kabat-Zinn pode ser encontrado no seu livro, "Wherever You Go, There You Are: Mindfulness Meditation in Everyday Life."
O emprego da meditação da atenção plena está a tornar-se cada vez mais popular em algumas clínicas médicas dos Estados Unidos. Despojada do seu contexto religioso, embora de inspiração na tradição de meditação Theravadin, a meditação da atenção plena significa simplesmente a aprendizagem de uma atitude aberta de aceitação em relação a tudo o que possa surgir na mente, enquanto estamos atentos a ela. As técnicas de meditação têm um longo historial de utilização milenar pelos povos originários da Índia, e muito particularmente no contexto do treino espiritual budista. Só a partir da década de 1950 estes métodos começaram a ser estudados a sério por alguns clínicos ocidentais. E só muito recentemente foram introduzidos no sistema de tratamento clínico e psicológico em muitos centros na Europa e Estados Unidos.

## Obras
- Full catastrophe living: using the wisdom of your body and mind to face stress, pain, and illness, by Jon Kabat-Zinn. Delta Trade Paperbacks, 1991.
- Aonde quer que eu vá - no original Wherever You Go, There You Are: Mindfulness Meditation in Everyday Life. Hyperion Books, 1994.
- Full catastrophe living: how to cope with stress, pain and illness using mindfulness meditation. Piatkus, 1996.
- The Power of Meditation and Prayer, with Sogyal Rinpoche, Larry Dossey, Michael Toms. Hay House, 1997.
- Everyday Blessings: The Inner Work of Mindful Parenting, with Myla Kabat-Zinn. Hyperion, 1997.
- Mindfulness Meditation for Everyday Life. Piatkus, 2001.
- Coming to Our Senses: Healing Ourselves and the World Through Mindfulness. Hyperion, 2006.
- The mindful way through depression: freeing yourself from chronic unhappiness, by J. Mark G. Williams, John D. Teasdale, Zindel V. Segal, Jon Kabat-Zinn. Guilford Press, 2007.
- Arriving at Your Own Door. Piatkus Books, 2008.
- Letting Everything Become Your Teacher: 100 Lessons in Mindfulness. Dell Publishing Company, 2009.
- The Mind's Own Physician: A Scientific Dialogue with the Dalai Lama on the Healing Power of Meditation, co-authored with Richard Davidson (New Harbinger, 2012) (based on the 13th Mind and Life Institute Dialogue in 2005).

## Ligações Externas
- Jon Kabat-Zinn PhD